# Pm-Disco

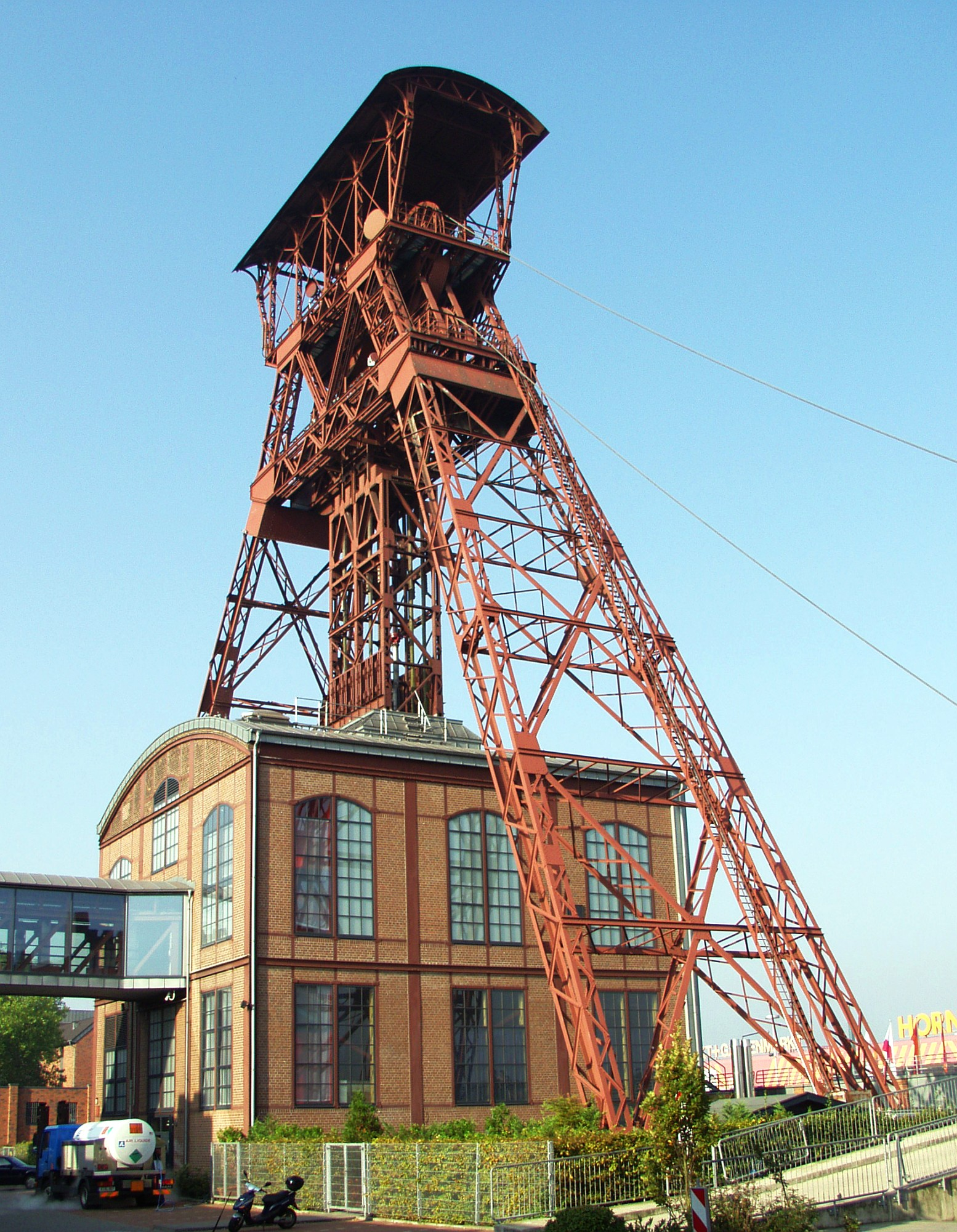
Förderturm: Wahrzeichen des pm

Die pm-Disco war eine Großraumdiskothek in Moers. Sie umfasste 5000 m² Fläche und insgesamt zehn Erlebnisbereiche. Damit gehörte sie zu den größten Diskotheken in Nordrhein-Westfalen. Die Diskothek befand sich auf dem ehemaligen Gelände des Kohle-Schachts Rheinpreußen 4. Als Erinnerung und Wahrzeichen wurde nach der Stilllegung des Schachts der Förderturm beibehalten, unter Industriedenkmalschutz gestellt und fungierte  als Eingang und Bar-Bereich der Diskothek. Über eine Brücke gelang man von der Bar im Förderturm zu den großen Erlebnisbereichen Triple P (Trance, Dancefloor), Boulevard, Lüstern (Soul, R'n'B, Funk) und dem Atelier (Partyclassics, 80er, Rock, Pop, Reggae). Der House Club befindet sich auf der dritten Ebene des Förderturmgebäudes. Geschäftsführer war Ulrich Weber.

## Schließung der Diskothek
Anfang des Jahres 2014 wurde bekanntgegeben, dass die Diskothek Ende Februar 2014 ihre Pforten schließt. Laut Geschäftsführer sei unter anderem der Rückgang der Besucherzahlen Grund für diese Entscheidung.
Nach der Schließung soll die Diskothek umgebaut werden. Eine kleinere Tanzfläche, eine Sportbar und eine integrierte Minigolf-Fläche sollen nach den Umbauarbeiten anstelle des PMs entstehen.
Die Diskothek (PM Gaststättenbetriebs GmbH) hat am 17. August 2015, knapp eineinhalb Jahre nach dem Umbau und dem Neustart als PM-Park Insolvenz angemeldet.

## Weblink
- Offizielle Website